# Talcher
Talcher ist eine Stadt im indischen Bundesstaat Odisha.
Talcher war früher die Hauptstadt des gleichnamigen Fürstentums und befindet sich heute im Distrikt Angul 85 km westnordwestlich von Cuttack. Die Stadt befindet sich am Fuße der Ostghats am rechten Ufer des Brahmani. 17 km südwestlich liegt die Distrikthauptstadt Angul.
Die nationalen Fernstraßen NH 23 und NH 200 verlaufen durch Talcher. Die Stadt ist an das Eisenbahnnetz angeschlossen. Westlich von Talcher befinden sich Kohlegruben. Direkt am Flussufer des Brahmani liegt der ehemalige Fürstenpalast von Talcher.
Beim Zensus 2011 betrug die Einwohnerzahl 40.841. Die Stadt hat den Status einer Municipality und ist in 21 Wards unterteilt.